# Thomas Hamilton
Pour l’article homonyme, voir Thomas Hamilton (basket-ball).
Thomas Hamilton (21 juin 1780 - 1er décembre 1858) est un homme politique conservateur écossais. Il est titré 9e comte de Haddington.

## Biographie
Il est le fils unique de Charles Hamilton (8e comte de Haddington) et de Sophia, fille de John Hope (2e comte de Hopetoun). Il fait ses études à l'Université d'Édimbourg et à Christ Church, Oxford .
Au début du XIXe siècle, Lord Haddington est un partisan de George Canning. La famille de Lord Binning est liée aux Stanhopes et à de fervents partisans de l'administration de Pitt. En tant que fils aîné d'un pair écossais et ne pouvant prétendre à un siège en Écosse, il se voit attribuer un siège anglais en 1802 'sous la protection particulière de M. Pitt', par le beau-père de sa sœur, Lord Eliot. Il est élu député pour St Germans en 1802, mais ne se représente pas en 1806. En août 1814, il est nommé l'un des commissaires de Sa Majesté pour la gestion des affaires en Inde. Il sert sporadiquement à la Chambre des communes jusqu'en 1827, date à laquelle il est élevé à la Chambre des lords par le nouveau Premier ministre, George Canning, qui le crée baron Melros, de Tynninghame, dans le comté de Haddington, dans la Pairie du Royaume-Uni. Il est nommé conseiller privé en 1814 et, en 1828, il accède au comté écossais de sa famille.
Lord Haddington vote contre le Reform Act 1832 en 1831, mais change ensuite d'avis et le vote en 1832, probablement en raison des crises politiques entourant son adoption. Lorsque Robert Peel accède à la fonction de Premier ministre en 1834, Lord Haddington est nommé Lord lieutenant d'Irlande. Cependant, le gouvernement s'effondre en six mois et les Whigs sont à nouveau au pouvoir. Lord Haddington est en mesure de revenir au gouvernement en 1841 avec le retour de Robert Peel au poste de premier ministre - il décline le poste de Gouverneur général des Indes, préférant devenir Premier Lord de l'amirauté et membre du Cabinet. Il occupe ce poste jusqu'en janvier 1846, date à laquelle il est muté pour devenir Lord du sceau privé, poste qu'il occupe jusqu'à la fin du gouvernement en juillet.

## Famille
Lord Haddington épouse Maria Parker, héritière de George Parker (4e comte de Macclesfield), en 1802. Ils n'ont pas d'enfants survivants et le comte meurt en décembre 1858 à l'âge de 78 ans, les titres passant à son cousin germain, George Baillie-Hamilton. Lady Haddington est décédée en 1861 .
En 1828, il charge William Burn de remodeler le siège familial de Tyninghame House, qui passe avec le comté à Baillie-Hamilton.